# Lena Wiklund
Lena Wiklund, född 1961, är en svensk tidigare landslagsmålvakt i handboll.

## Klubblagskarriär
Lena Wiklund började sin handbollskarriär i Lillpite IF. Hon spelade sedan i allsvenska dominanten Stockholms-Polisen under sju år innan hon lämnade klubben 1985. Nästa klubb blev division I-laget Skellefte HB. Efter flytten till Norrlandsklubben spelade hon 12 landskamper till. Med Stockholmspolisen vann hon flera SM-guld 1978-1985. Hon fortsatte att spela handboll länge och så sent som 2005, inför EM 2006 i Sverige, skrev DN: "Blir det kris på målvaktssidan finns Lena Wiklund som back up. Hon fyller 44 i år." Hennes klubbhistoria är dock okänd efter 1987.

## Landslagsspel
Lena Wiklund spelade sju ungdomslandskamper troligen under åren 1978-1979. I landslagsstatistiken anges att hon spelade sin första ungdomslandskamp redan 1973 men hon kan inte ha spelat för U17/18 laget både 1973 och 1979. Hon debuterade i A-landslaget i Borås den 6 november 1979 mot Polen. Hon förlorade debuten med 9-13. Hon spelade sedan 69 landskamper till 1987 och sista matchen var mot Sydkorea i en trippellandskamp som Sverige förlorade alla tre matcherna i. Hon spelade B-VM 1985 men bara i en match mot USA. Av hennes 69 landskamper vann Sverige 25, spelade 9 oavgjorda och förlorade 35. Sverige tillhörde inte världseliten och Lena Wiklund spelade aldrig i en mästerskapsturnering.